# Großberg (Pentling)
Großberg ist ein Gemeindeteil der Gemeinde Pentling im Landkreis Regensburg (Oberpfalz, Bayern).

## Geographie
Das Dorf Großberg liegt in der gleichnamigen Gemarkung östlich der Donau an der A 93 südlich von Pentling.

## Geschichte
Auf Veranlassung des kurfürstlichen Generallandesdirektionsrates Joseph von Hazzi wurde im Jahre 1804 im neu gegründeten Ort Großberg Grund an Neusiedler vergeben. 1818 entstand die mit dem bayerischen Gemeindeedikt gebildete Gemeinde Großberg. 1963 fand in der neu erbauten Großberger Kirche „St. Heinrich und Kunigunde“ der erste Gottesdienst statt. Am 1. Juli 1972 schlossen sich die Gemeinden Großberg, Matting und Graßlfing im Zuge der Gebietsreform in Bayern freiwillig zusammen. Diese Gemeinde bestand bis zum 30. April 1978 und wurde dann nach Pentling eingemeindet. 1987 hatte der Ort 121 Einwohner.